# بترا أندرسون
بترا أندرسون (بالسويدية: Petra Andersson)‏ (23 أكتوبر 1993 بالسويد - ) هي لاعبة كرة قدم سويدية في مركز الوسط.

## وصلات خارجية
- بترا أندرسون على موقع اتحاد السويد (السويدية)
- بترا أندرسون على موقع قاعدة بيانات كرة القدم.إي يو (الإنجليزية)
- بترا أندرسون على موقع Soccerway.com (الإنجليزية)